# 미사키 리온
미사키 리온(일본어: 実咲 凜音 みさき りおん[*], 1989년 7월 5일 ~ )은 일본의 여배우다. 전 다카라즈카 가극단 소라구미 톱여역을 맡았다.
효고현 고베시 출신이며, 현립스마토모가오카고등학교 출신이며, 신장 163cm, 혈액형 A형, 애칭은 "미리온"이다.
소속사무소는 호리프로 부킹 에이전시이다.

## 약력
2007년 다카라즈카 음악학교에 입학
2009년 다카라즈카 가극단에 95기생으로 입단. 입단 성적은 4등이었다. 소라구미 공연 「장미에 내리는 비／Amour 그것은…」으로 초무대. 그 후, 하나구미에 배속. 노래・춤・연기 3박자가 갖춰진 실력으로 주목을 받아, 같은 해 조배속 후 1년째에, 쇼 「EXCITER!!」의 한 씬에서, 나중에 상대역이 되는 아사카 마나토와 같이 은교를 건너는 큰 역할에 발탁되다.
2010년 한큐한신의 첫 표지 포스터 모델로 기용된다. 같은 해, 마토부 세이・란노 하나 톱콤비 대극장 오히로메 공연 「아름다운 사브리나」로 신인공연 첫 히로인. 입단 2년만에 발탁되었다. 이어지는 아사카 주연 「CODE HERO」 (바우홀・일본청년관 공연)에서 바우홀・동상공연 첫 히로인.
2011년 란쥬 토무・란노 하나 톱콤비 대극장 오히로메 공연 「팬텀」으로 2번째 신인공연 히로인. 이어서 「카나리아」 (드라마시티・일본청년관 공연)으로 2번째 동상공연 히로인.
2012년 「부활」로 3번째 신인공연 히로인. 본공연에서는 톱스타 란쥬 토무의 약혼자를 연기했다. 이어서 「치카마츠・사랑의 행방」 (바우홀・일본청넌관 공연)으로 3번째 동상공연 히로인. 같은해 5월 29일자로 소라구미로 이동. 7월 2일자로 소라구미 톱여역으로 취임. 오우키 카나메의 상대역으로, 「은하영웅전설@TAKARAZUKA」로 톱콤비 대극장 오히로메
2015년 오우키가 퇴단 한 후, 아사카 마나토를 두번째 상대역으로 맞이하고, 「왕가에 바치는 노래」로 신 톱콤비 대극장 오히로메
2017년 4월 30일 「왕비의 관/VIVA! FESTA!」 도쿄공연 천추락을 기해, 다카라즈카 가극단을 퇴단. 같은해 7월부터 호리프로 부킹 에이전시 소속이 되어 예능 활동을 재개. 같은해 9월 방송하는 「메이부교! 토오야마노 킨시로」 (TBS계열)으로 TV드라마 첫출연. 같은 해 「屋根の上のバイオリン弾き(지붕 위의 바이올린 연주)」로 퇴단 후 첫 뮤지컬 출연을 해냈다.

## 인물
6살 연상의 오빠와 2살 연하의 남동생이 있다.
3살부터 클래식 발레를 배우기 시작하여, 그 밖에도 습자나, 수영 등 매일 학원에 다니고 있었다.
초등학생 때, 어머니의 추천으로 뮤지컬 오디션을 봐, 고향의 극단에 입단하여 2년간 다녔다.
중학교 3학년 때, 진로를 고민하던 때, 다카라즈카에 흥미를 가지게 되었고, 하나구미 「마라케쉬・붉은 묘표/엔터 더 레뷰」로 다카라즈카 첫 관극을 했다.
고등학교에 진학한 후, 충실한 학교생활을 보내며, 구장에서 음료수 판매원 아르바이트 등도 경험했다.
어느날, 갑자기 다카라즈카 수험에 마음 먹고 도전했지만, 불합격했다.
다카라즈카 수험을 위해 관련 학원에도 다니며 재도전했고, 2번째 수험에서 합격했다.

## 다카라즈카 가극단 시절의 주요 무대
| 기간 (월)            | 소속 | 제목                                                  | 공연장                                   | 배역                                         | 비고                                |
| -------------------- | ---- | ----------------------------------------------------- | ---------------------------------------- | -------------------------------------------- | ----------------------------------- |
| 2009년               |      |                                                       |                                          |                                              |                                     |
| 4 ~ 5                | 소라 | 「장미에 내리는 비」 「Amour 그것은…」                | 다카라즈카 대극장                        |                                              | 초무대                              |
| 9 ~ 11               | 하나 | 「외전 베르사이유의 장미 -안드레편-」                 | 다카라즈카 대극장 도쿄 다카라즈카 대극장 | 이자벨라 (신인공연)                          | 본역 : 시로하나 레미                |
| 9 ~ 11               | 하나 | 「EXCITER!!」                                         | 다카라즈카 대극장 도쿄 다카라즈카 대극장 |                                              |                                     |
| 2010년               |      |                                                       |                                          |                                              |                                     |
| 1                    | 하나 | 「BUND / NEON 상해」                                  | 다카라즈카 바우홀                        | 신려추(申麗秋)                               |                                     |
| 3 ~ 5                | 하나 | 「우미인」                                            | 다카라즈카 대극장 도쿄 다카라즈카 대극장 | 모모무스메 (신인공연)                        | 본역 : 노조미 후토                  |
| 7 ~ 10               | 하나 | 「아름다운 사브리나」                                 | 다카라즈카 대극장 도쿄 다카라즈카 대극장 | 쥬리 사브리나 페어차일드 (신인공연)          | 본역 : 란노 하나 신인공연 첫 히로인 |
| 7 ~ 10               | 하나 | 「EXCITER!!」                                         | 다카라즈카 대극장 도쿄 다카라즈카 대극장 |                                              |                                     |
| 11 ~ 12              | 하나 | 「CODE HERO」                                         | 다카라즈카 바우홀 일본청년관             | 바네사 네이비르                              | 바우・동상공연 첫 히로인            |
| 2011년               |      |                                                       |                                          |                                              |                                     |
| 2 ~ 4                | 하나 | 「사랑의 프렐류드」                                   | 다카라즈카 대극장 도쿄 다카라즈카 대극장 | 파멜라 크레메르 (신인공연)                   | 본역 : 아마사키 치하나              |
| 2 ~ 4                | 하나 | 「Le Paradis!!」                                      | 다카라즈카 대극장 도쿄 다카라즈카 대극장 |                                              |                                     |
| 6 ~ 9                | 하나 | 「팬텀」                                              | 다카라즈카 대극장 도쿄 다카라즈카 대극장 | 어린 에릭 크리스틴 다에 (신인공연)           | 본역 : 란노 하나 신인공연 히로인    |
| 10 ~ 11              | 하나 | 「카나리아」                                          | 드라마시티 일본청년관                    | 아쟈                                         | 동상 히로인                         |
| 2012년               |      |                                                       |                                          |                                              |                                     |
| 1 ~ 3                | 하나 | 「부활 -사랑이 변하고, 사랑이 남았다-」               | 다카라즈카 대극장 도쿄 다카라즈카 대극장 | 미시 에카테리나 마슬로와 (카츄샤) (신인공연) | 본역 : 란노 하나 신인공연 히로인    |
| 1 ~ 3                | 하나 | 「캐논」                                              | 다카라즈카 대극장 도쿄 다카라즈카 대극장 |                                              |                                     |
| 5                    | 하나 | 「치카마츠・사랑의 행방」                             | 다카라즈카 바우홀 일본청년관             | 카시와야 사가                                | 동상 히로인                         |
| 소라구미 톱여역 시대 |      |                                                       |                                          |                                              |                                     |
| 8 ~ 11               | 소라 | 「은하영웅전설@TAKARAZUKA」                           | 다카라즈카 대극장 도쿄 다카라즈카 대극장 | 힐데가르드 폰 마린도르프 (힐다)              | 대극장 톱콤비 오히로메 공연         |
| 2013년               |      |                                                       |                                          |                                              |                                     |
| 1                    | 소라 | 「은하영웅전설@TAKARAZUKA」                           | 하카타좌                                 | 힐데가르드 폰 마린도르프 (힐다)              |                                     |
| 3 ~ 6                | 소라 | 「몬테크리스토 백작」                                 | 다카라즈카 대극장 도쿄 다카라즈카 대극장 | 메르세디스 오빈 (신인공연)                   | 본역 : 스즈나 사야                  |
| 3 ~ 6                | 소라 | 「Amour de 99!! -99년의 사랑-」                       | 다카라즈카 대극장 도쿄 다카라즈카 대극장 |                                              |                                     |
| 7 ~ 8                | 소라 | 「덧없는 사랑」                                       | 전국투어                                 | 마리 베체라                                  |                                     |
| 7 ~ 8                | 소라 | 「Amour de 99!! -99년의 사랑-」                       | 전국투어                                 |                                              |                                     |
| 9 ~ 12               | 소라 | 「바람과 함께 사라지다」                              | 다카라즈카 대극장 도쿄 다카라즈카 대극장 | 멜라니                                       | 첫 에트와르                         |
| 2014년               |      |                                                       |                                          |                                              |                                     |
| 2                    | 소라 | 「로버트 캐퍼 귀신의 기록」                           | 중일극장                                 | 셀다 포호라일                                |                                     |
| 2                    | 소라 | 「시트러스의 바람」                                   | 중일극장                                 |                                              |                                     |
| 4                    | 소라 | 「TAKARAZUKA 화시집100!!」                            | 다카라즈카 대극장                        |                                              | 츠키구미 특별출연 더블 에트와르     |
| 5 ~ 7                | 소라 | 「베르사이유의 장미 -오스칼편-」                      | 다카라즈카 대극장 도쿄 다카라즈카 대극장 | 로잘리 / 장미의 숙녀                         | 에트와르                            |
| 8 ~ 9                | 소라 | 베르사이유의 장미 -페르젠과 마리 앙투와네트편-        | 전국투어                                 | 마리 앙투와네트                              | 에트와르                            |
| 11 ~ 2015. 2         | 소라 | 「백야의 맹세 -구스타프 3세, 긍지 높은 왕의 전쟁」    | 다카라즈카 대극장 도쿄 다카라즈카 대극장 | 소피아 막달레나 아 단마르크                  | 더블 에트와르                       |
| 11 ~ 2015. 2         | 소라 | 「PHOENIX 다카라즈카!! -되살아나는 사랑-」            | 다카라즈카 대극장 도쿄 다카라즈카 대극장 |                                              | 더블 에트와르                       |
| 2015년               |      |                                                       |                                          |                                              |                                     |
| 3 ~ 4                | 소라 | 「TOP HAT」                                           | 우메다예술극장 아카사카ACT시어터         | 데일 트레몬드                                |                                     |
| 6 ~ 8                | 소라 | 「왕가에 바치는 노래」                                | 다카라즈카 대극장 도쿄 다카라즈카 대극장 | 아이다                                       |                                     |
| 10 ~ 11              | 소라 | 「멜랑콜릭 지골로」                                   | 전국투어                                 | 펠리시아                                     |                                     |
| 10 ~ 11              | 소라 | 「시트러스의 바람Ⅲ」                                  | 전국투어                                 |                                              |                                     |
| 2016년               |      |                                                       |                                          |                                              |                                     |
| 1 ~ 3                | 소라 | 「Shakespeare ~하늘에 가득 찬다는 것은 끝없는 말들~」 | 다카라즈카 대극장 도쿄 다카라즈카 대극장 | 앤 헤서웨이                                  |                                     |
| 1 ~ 3                | 소라 | 「HOT EYES!!」                                        | 다카라즈카 대극장 도쿄 다카라즈카 대극장 |                                              |                                     |
| 5                    | 소라 | 「왕가에 바치는 노래」                                | 하카타좌                                 | 아이다                                       |                                     |
| 7 ~ 10               | 소라 | 「엘리자벳 -사랑과 죽음의 춤-」                       | 다카라즈카 대극장 도쿄 다카라즈카 대극장 | 엘리자벳                                     |                                     |
| 11 ~ 12              | 소라 | 「쌍두독수리」                                        | 다카라즈카 바우홀 KAAT카나가와예술극장   | 왕비                                         |                                     |
| 2017년               |      |                                                       |                                          |                                              |                                     |
| 2 ~ 4                | 소라 | 「왕비의 관 -왕비의 성-」                             | 다카라즈카 대극장 도쿄 다카라즈카 대극장 | 사쿠라이 레이코                              | 퇴단공연                            |
| 2 ~ 4                | 소라 | 「VIVIA! FESTA!」                                     | 다카라즈카 대극장 도쿄 다카라즈카 대극장 |                                              | 퇴단공연                            |

### 출연 이벤트
- 2011년 11월, 제 51회 『다카라즈카 무용회』
- 2011년 12월, 다카라즈카 스페셜 2011 『明日に架ける夢』
- 2012년 12월, 다카라즈카 스페셜 2012 『ザ・スターズ!〜プレ・プレ・センテニアル〜』
- 2014년 4월, 다카라즈카 가극 100주년 꿈의 제전 『시간을 연주하는 제비꽃들』
- 2014년 12월, 다카라즈카 스페셜 2014 『Thank you for 100 years』
- 2015년 5월, 『왕가에 바치는 노래』 전야제
- 2015년 9월, 제 53회 『다카라즈카 무용회』
- 2015년 12월, 다카라즈카 스페셜 2015 『New Century，Next Dream』
- 2016년 12월, 다카라즈카 스페셜 2016 『Music Succession to Next』
- 2017년 3월, 미사키 리온 뮤직 살롱 『Million Carat!』

## 퇴단 후 주요 활동

### 무대
| 기간 (월)       | 제목                                            | 공연장                                                 | 배역               | 비고                        |
| --------------- | ----------------------------------------------- | ------------------------------------------------------ | ------------------ | --------------------------- |
| 2017년          |                                                 |                                                        |                    |                             |
| 12 - 2018년 2월 | 지붕 위의 바이올린                              | 일생극장 전국                                          | 차이텔             |                             |
| 2018년          |                                                 |                                                        |                    |                             |
| 8 - 9           | 로저스 / 하트                                   | DDD AOYAMA CROSS THEATER 마츠시타MP홀 야마토예술문화홀 | 도로시             |                             |
| 2019년          |                                                 |                                                        |                    |                             |
| 4 - 5           | 라임 라이트                                     | 시어터크리에 쿠루메시티플라자 일본특수도업시민회관     | 테리               |                             |
| 9 - 10          | FACTORY GIRLS ~내가 그리는 이야기~              | TBS아카사카ACT시어터 우메다예술극장                    | 아비게일           |                             |
| 12              | 스크루지 ~크리스마스 캐롤~                      | 일생극장                                               | 이사벨라 / 헬렌    |                             |
| 2021년          |                                                 |                                                        |                    |                             |
| 4 - 5           | 엘리자베트 TAKARAZUKA 25주년 스페셜 갈라 콘서트 | 우메다예술극장 토큐시어터오브                          | 엘리자베트         |                             |
| 8 - 9           | 제이미                                          | 도쿄건물 Brillia HALL 신가부키좌 아이치현예술극장      | 미스 헤지          | 히구치 아사미와 더블 캐스트 |
| 2022년          |                                                 |                                                        |                    |                             |
| 2               | 라 만차의 남자                                  | 일생극장                                               | 안토니아           |                             |
| 9               | 모던 마리                                       | 시어터크리에                                           | 미스 도로시 브라운 |                             |

### 드라마
- 2017년 9월, TBS계 『명부교! 토오야마의 킨시로』 - 오보로즈키 (朧月)
- 2018년 4월, 테레비 아사히계 『특수9』 제1화 - 노무라 미호 (野村美穂)
- 2018년 10월, 닛테레계 『부활, 좋아하지 않으면 안됍니까?』 제2화 - 하야카와 카나코 (早川奏子)
- 2019년 5월, 테레비 아사히계 『사명 ~형사의 타임 리미트~』 - 츠츠미 아야코 (堤綾子)
- 2019년 11월, 후지테레비계 『셜록 풀리지 않은 이야기』 제8화
- 2021년 2월, 테레비 도쿄계 『신의 카르테』 제2화 - 신도 (키사라기) 치나츠 (進藤（如月）千夏)

## TV 출연
- 2014년 1월, 후지테레비계 『SMAP×SMAP』 - 스마신하이스쿨

## 영화
- 2011년 4월, 토호계『한큐전차 편도 15분의 기적』

## 광고
- 2010년, 『한큐한신』 첫 참배 포스터 모델

## 수상 이력
- 2011년, 『한큐스미레회 팬지상』 - 신인상
- 2012년, 『다카라즈카가극단 연도상』 - 2011년도 신인상
- 2014년, 『한큐스미레회 팬지상』 - 여역상
- 2015년, 『다카라즈카가극단 연도상』 - 2014년도 우수상